# Чоу мейн
Чоу мейн — китайская стир-фрай лапша, название — романизация «chāu-mèing» тайшаньского диалекта. Блюдо популярно у хуацяо и присутствует в меню большинства китайских ресторанов. Она особенно популярна в Индии, Непале, Великобритании и США.

## Этимология
Слова чоу мейн означают «жареная лапша», чоу означает «жареный» (или «обжаренный») и мейн означает «лапша».